# Явори-Клепаче
Явори-Клепаче (пол. Jawory-Klepacze) — село в Польщі, у гміні Рутки Замбровського повіту Підляського воєводства.
Населення — 121 особа (2011).
У 1975-1998 роках село належало до Ломжинського воєводства.

## Демографія
Демографічна структура станом на 31 березня 2011 року:
|          | Загалом | Допрацездатний вік | Працездатний вік | Постпрацездатний вік |
| -------- | ------- | ------------------ | ---------------- | -------------------- |
| Чоловіки | 68      | 16                 | 41               | 11                   |
| Жінки    | 53      | 10                 | 29               | 14                   |
| Разом    | 121     | 26                 | 70               | 25                   |